# Bahnhof Pot’onggang
Der Bahnhof Pot’onggang (보통강역) befindet sich in der Hauptstadt Nordkoreas, Pjöngjang, im Stadtbezirk Pot’onggang-guyŏk (Dong Pulgunkori-dong) an der Pulgun-Straße. Auf der anderen Straßenseite Kreuzung Pulgun/Ragwon-Straße befindet sich die Metrostation Kŏn'guk der Metro Pjöngjang, auf der die Hyŏksin-Linie verkehrt. Er wurde am 21. März 1944 seiner Bestimmung übergeben. Die P’yŏngnam-Linie der Koreanischen Staatsbahn hält hier, am jeweils nächsten befinden sich die Bahnhöfe Sop’yŏngyang, der Hauptbahnhof Pjöngjang und Ch’ilgol.